# K-G Stoppel
Kurt Georg Stoppel, mest känd som K-G Stoppel, född 2 oktober 1968, är en svensk före detta sportchef för Djurgården Hockey. Han blev sportchef i klubben 2004-2007. Han lämnade sitt uppdrag 2007, men han återvände till klubben som sportchef mellan 2021 och 2024.